# Bilker Castro
Pour les articles homonymes, voir Castro.
Bilker Bill Castro Guilarte (né le 16 septembre 1991) est un coureur cycliste uruguayen.

## Palmarès
- 2010
  - Vuelta Ciclista de la Juventud
  - 3e de la Vuelta a los Puentes del Santa Lucía
- 2012
  -  Champion d'Uruguay sur route espoirs
  - 2e de la Vuelta Chaná
- 2013
  - 5e étape du Tour d'Uruguay
- 2014
  - 3e étape de la Rutas de América
  - 7e étape du Tour d'Uruguay
  - 5e et 8e étapes du Campeonato Invierno
  - Giro por la Hermandad (es) :
    - Classement général
    - 3e étape

  - 1re étape de la Doble Treinta y Tres (contre-la-montre par équipes)
  - 2e de la Vuelta a los Puentes del Santa Lucía
  - 2e de la Doble Treinta y Tres
- 2015
  - 10e étape du Campeonato Invierno
  - 3e de la Rutas de América
- 2016
  - 1re étape de la Clásica del Norte
  - 1re étape de la Vuelta Chaná
  - 3e de la Vuelta a los Puentes del Santa Lucía
- 2017
  - 2e étape de la Doble Melo-Río Branco
  - 3e de la Doble Melo-Río Branco

## Classements mondiaux
| Année            | 2012 | 2013 | 2014 | 2015 | 2016 |
| ---------------- | ---- | ---- | ---- | ---- | ---- |
| UCI America Tour | 393e |      |      |      | 593e |